# Pterobryon australiense
Pterobryon australiense är en bladmossart som beskrevs av Hugh Neville Dixon 1948. Pterobryon australiense ingår i släktet Pterobryon och familjen Pterobryaceae. Inga underarter finns listade i Catalogue of Life.